# Do It Like a Dude
Do It Like a Dude – debiutancki singiel brytyjskiej piosenkarki Jessie J, pochodzący z albumu Who You Are. Pop kompozycję napisała Jessie wspólnie z George'em Astasio, Jasonem Pebworthem, Jonem Shave’em, Kyle’em Abrahamsem i Peterem Ighilem, a produkcją zajął się The Invisible Men z Parkerem & Jamesem. Utwór został wydany w 2010 roku w Wielkiej Brytanii, a w 2011 został notowany, natomiast w Stanach Zjednoczonych dopiero planuje wydanie się singla. Piosenka uplasowała się na pozycji drugiej w Wielkiej Brytanii oraz jedenastej w Irlandii.

## Tło
Za tekst do "Do It Like a Dude" odpowiedzialna jest Jessie J wspólnie z Kyle’em Abrahamsem, Peterem Abrahamsem, George'em Astasio, Jasonem Pebworthem i Jonathanem Shave’em, a produkcję The Invisible Men i Parker & James. Po napisaniu Jessie chciała przekazać piosenkę Rihannie, ale uznała, że kompozycja ta będzie jej "środkowym palcem do przemysłu", w którym chce zabrzmieć.

## Odbiór
Kompozycja otrzymała pozytywne recenzje.
Nick Levine na blogu magazynu Digital Spy dając , napisał:
Teraz oto jak zrobić kapryśne pop party: "Mogę to zrobić jak koleś, weź moje krocze, noś mój kapelusz nisko jak ty" ogłasza to śpiewający ptak debiutancki singiel, który klnie jak przestępca, rapuje jak ktoś kogo nazwiskiem jest Kornisz i nie ma żadnej działalności biznesowej i oferuje jedną, albo dwie oznaki, że ona zaśpiewać to potrafi.
Erika Berlin z Rolling Stone, dała , pisząc:
Jessie J nie jest dziewczęcą dziewczyną- ona jest brytyjskim nowicjuszem, który nosi kapelusz zbyt nisko i często unika spodni. 22latka ma już słodki hit (współtworzyła hit Miley Cyrus "Party in the U.S.A."), ale jej debiutancki singiel za oceanem traktuje się z przymrużeniem oka: "Do It Like a Dude", odnajduje się w łapaniu krocza i upuszczaniu bomb MF ponad rockowymi riffami, później nazywa dziewczyny "cukiereczkami" i awanturuje się podczas refrenu. Okrutnie!

## Track lista
- Digital EP[7]

1. "Do It Like a Dude" (Single Version) – 3:15
2. "Do It Like a Dude" (Labrinth Mix) – 3:42
3. "Do It Like a Dude" (Curtis Lynch Jnr Mix featuring Lady Chan) – 3:26
4. "Do It Like a Dude" (Jakwob Mix) – 4:27
5. "Do It Like a Dude" (Acoustic Version) – 4:19

CD Single
1. "Do It Like a Dude" – 3:52
2. "Do It Like a Dude" (Labrinth Mix) – 3:42

## Notowania
"Do It Like a Dude " zadebiutował na UK Singles Chart pod numerem 25, dnia 28 listopada 2010 roku jako trzecie najwyższe wejścia nowego tygodnia. Po spadku w grudniu, singiel wspiął się o 13 miejsc na numer 21, dnia 26 grudnia 2010 roku i ponownie wspiął się o kolejne 3 miejsca, uplasowując się na pozycji 18. Po ogłoszeniu nominacji Jessie J do Sound BBC, kompozycja znalazła się w top 10 na 5. miejscu 9 stycznia 2011 roku. W następnym tygodniu utwór wskoczył na pozycję 3, a następnie na najwyższe miejsce 2, dzieląc jedno oczko od miejsca 1, na którym był utwór "Grenade" Bruna Marsa. Do tej pory singiel sprzedał się w nakładzie 300.000 egzemplarzy w Wielkiej Brytanii.
W Irlandii piosenka zadebiutowała na pozycji 11
| Listy (2010-11)                    | Najwyższa pozycja |
| ---------------------------------- | ----------------- |
| Australia (ARIA Charts)            | 66                |
| Belgia (Ultratip Flandria)         | 13                |
| Belgia (Ultratip Walonia)          | 13                |
| Dania (Tracklisten)                | 16                |
| Francja (SNEP)                     | 71                |
| Holandia (Single Top 100)          | 95                |
| Irlandia (IRMA)                    | 11                |
| Szwecja (Sverigetopplistan)        | 29                |
| Nowa Zelandia (RIANZ)              | 8                 |
| Wielka Brytania (UK Singles Chart) | 2                 |

## Historia wydania
| Państwo           | Data              | Format           | Wytwórnia                  |
| ----------------- | ----------------- | ---------------- | -------------------------- |
| Wielka Brytania   | 18 listopada 2010 | Digital download | Universal Republic Records |
| Australia         | 26 listopada 2010 | Digital download | Universal Republic Records |
| Stany Zjednoczone | 7 grudnia 2010    | Digital download | Universal Republic Records |
| Niemcy            | 18 marca 2011     | CD Single        | Universal Republic Records |